# 吕德 (元朝)
吕德（1228年—1291年），字伯亨，元朝东平汶上人。
吕德年少孤贫，假扮商贾，入南宋边境掠夺人口。宋朝边将悬赏捉拿他。至元初年，阔阔带等伐南宋，吕德作为壮士到淮南侦察虚实，率八十四人攻破宋泗州安河口栅，擒获裨将三人，元朝赐给他衣一袭。后跟随大将乌马尔至京师，献策招集河南达尔罕军，以备征调。忽必烈听从。以乌马尔为统军万户，吕德为千户作为副手，招来七百余户降人。行枢密院以吕德充寿州等处招讨司镇抚，率军渡淮河，抵达六安野人原，招降宋将，转攻安庆，在丁家洲吕德击败宋军，获其将阎统制。至元十二年（1275年），行省让吕德充任江阴、镇江路军民都镇抚，以功擢升为武略将军，佩金符。
至元十四年（1277年），跟随宣慰使李庭屯守处州、婺州等州。吕德讨捕永康、浦江反元势力，擒获其首领张炎、季文龙，余党再攻打龙泉，李庭追击失利。吕德反旗鸣鼓，敌人逃走。论功，以吕德摄招讨司事。至元十五年（1278年），吕德跟随宣慰使史格攻打龙泉反元势力，擒获其首领张三八等，余众归降。庆元陈吊眼聚众反元，自称头陀军，吕德率领数百锐卒，乘夜将其擒获。擢武节将国、管军上千户。至元二十年（1283年），青田吴提刑与政和反元势力黄华联合。称南宋祥兴五年，铸两浙安抚司印。吕德与赵万户率军攻打，斩其将毛统制等，反元势力溃走，擒获宋陈丞相和黄华印榜。
至元二十六年（1289年），杨震龙反元，在龙兴山自称国主，造龙凤法物。左丞相忙兀带调水军万户虎儿哈赤前去攻打，以吕德充行军都镇抚。吕德在新昌获胜，进至桃源。反元势力万余人屯守史家楼，吕德大呼陷阵，反元势力抛弃其甲胄而逃。次日再战，吕德擒其骁将张九。三月，吕德率所部与虎尔哈赤至龙兴，纵火焚烧敌营。四月，再与万户土哈尔在天台会师，反元首领曹荣等出降。六月，武义、永康投降的人们再次反元，吕德与蔡推官轻骑劝出，晓谕祸福，这些人下马归顺，跟随吕德入城。
吕德在浙东十三年，至元二十八年（1291年），担任东平等路中千户，得了风疾，不能任官，请以其子吕世英代替自己。不久去世，时年六十四岁。